# Raïon de la Zolka
Le raïon de la Zolka (en russe : Зо́льский райо́н; en kabarde : Дзэлыкъуэ къедзыгъуэ, en karatchaï balkar : Зольск район) est un raïon (district) administratif et municipal, de la république de Kabardino-Balkarie, dans la Caucase, au sud-ouest de la Russie. Il est situé à l'ouest et au nord-ouest de la république. Le territoire du raïon de Zol couvre une superficie de 2 124 km2. Son centre administratif est la ville de Zaloukokoaje (ru). Selon le recensement de 2010, la population du raïon était de 36 260 habitants, dont 20.1% vivaient à Zaloukokoaje.